# Chikugo (fiume)
Il fiume Chikugo è un fiume giapponese che scorre attraverso la Prefettura di Kumamoto, Prefettura di Ōita, Prefettura di Fukuoka e Prefettura di Saga. Con una lunghezza totale di 143 km, è il fiume più lungo dell'isola di Kyūshū. Sorge sul monte Aso. È anche soprannominato "Chikushijirō".
La parte superiore del fiume è importante per la silvicoltura mentre la parte inferiore è importante per l'agricoltura locale, fornendo un'irrigazione di circa 400 km². Il fiume è anche importante per l'industria, con venti impianti di energia elettrica che sono situati lungo le sponde del fiume Chikugo, così come le principali città di Kurume nella prefettura di Fukuoka.
Riconoscendo la necessità di soddisfare le diverse esigenze delle varie comunità lungo il fiume, il ministero giapponese addetto a ciò ha designato il fiume Chikugo (insieme a sei altri sistemi fluviali in Giappone) come un "Water Resources Development River System" con un piano di utilizzo per sviluppare le risorse del fiume.
Il Chikugogawa Onsen Fireworks, che si tiene ogni anno il 28 luglio, è il più grande spettacolo pirotecnico in tutta l'isola di Kyūshū. L'evento è nato nel 1650.